# Стельмах (срібна монета)
«Сте́льмах» — пам'ятна срібна монета номіналом 10 гривень, випущена Національним банком України, присвячена професії деревообробника-стельмаха. Стельмаство, основне призначення якого — виготовлення коліс, саней, возів, дуг тощо, відоме в Україні з давніх-давен і було одним з найпоширеніших промислів.
Монету введено в обіг 28 грудня 2009 року. Вона належить до серії «Народні промисли та ремесла України».

## Опис монети та характеристики
| Номінал грн. | Метал            | Маса, г      | Діаметр, мм | Якість виготовлення       | Гурт                           | Тираж, штук |
| ------------ | ---------------- | ------------ | ----------- | ------------------------- | ------------------------------ | ----------- |
| 10           | срібло 925 проби | 31,1 / 33,62 | 38,61       | спеціальний анциркулейтед | гладкий із заглибленим написом | 10 000      |

### Аверс
На аверсі монети розміщено: угорі малий Державний Герб України, під яким стилізований напис — «НАЦІОНАЛЬНИЙ/БАНК/УКРАЇНИ», у центрі — стилізоване зображення двох півників, ліворуч і праворуч — продукція стельмаського ремесла — вози, ярма, колеса, сани, притика. Декоративна орнаментальна центральна частина аверсу містить написи — «10»/ «ГРИВЕНЬ»/ «2009».

### Реверс

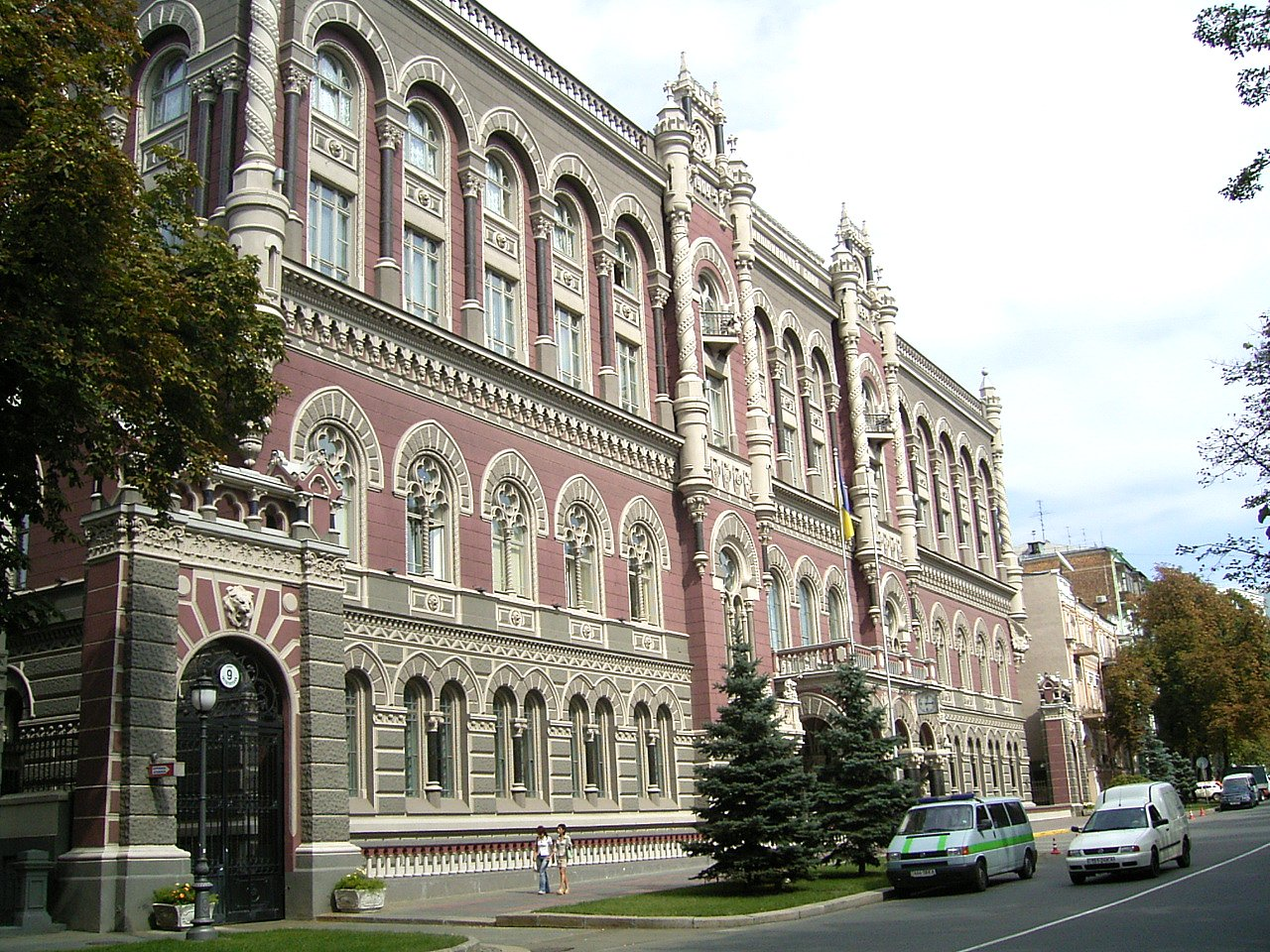
Будівля Національного банку України

На реверсі монети зображено деревообробника, який теше з дерева деталь воза. Угорі на тлі стилізованої дошки розміщено напис «СТЕЛЬМАХ», обабіч центральної композиції зображено декоративний орнамент.

## Автори
- Художники: Таран Володимир, Харук Олександр, Харук Сергій.
- Скульптор — Дем'яненко Володимир.

## Вартість монети
Ціна монети — 575 гривень була вказана на сайті Національного банку України в 2012 році.
Фактична приблизна вартість монети, з роками змінювалася так:
| Рік        | 2010 | 2011 | 2012 | 2013 | 2014 | 2015 | 2016 | 2017 | 2018 | 2019 | 2020 | 2021  | 2022  | 2023  | 2024  | 2025  |
| ---------- | ---- | ---- | ---- | ---- | ---- | ---- | ---- | ---- | ---- | ---- | ---- | ----- | ----- | ----- | ----- | ----- |
| Ціна, грн. | 370  | 450  | 550  | 550  | 450  | 500  | 650  | 810  | 750  | 720  | 750  | 1 050 | 1 230 | 1 730 | 2 300 | 3 000 |